# Favonius shirozui
Favonius shirozui är en fjärilsart som beskrevs av Siuiti Murayama 1956. Favonius shirozui ingår i släktet Favonius och familjen juvelvingar. Inga underarter finns listade i Catalogue of Life.